# Changp'ung-gun
Changp'ung-gun (koreanska: 장풍군) är en kommun i Nordkorea.   Den ligger i provinsen Södra Hwanghae, i den södra delen av landet, 130 km sydost om huvudstaden Pyongyang.